# 可児郵便局
可児郵便局（かにゆうびんきょく）は岐阜県可児市にある郵便局。民営化前の分類では集配普通郵便局であった。

## 概要
住所：〒509-0299 岐阜県可児市広見853-1

## 沿革
- 1901年（明治34年）3月10日 - 伊香（いこう）郵便受取所として開設[1]。
- 1902年（明治35年）3月1日 - 伊香郵便局（三等）となる。同日より貯金取扱を開始。
- 1909年（明治42年）6月1日 - 広見（ひろみ）郵便局に改称。
- 1955年（昭和30年）8月16日 - 可児郵便局に改称[2]。
- 1956年（昭和31年）10月1日 - 久々利郵便局から集配業務を移管。
- 1957年（昭和32年）11月5日 - 特定郵便局から普通郵便局に局種別改定。
- 1959年（昭和34年）3月 - 局舎改築。
- 1960年（昭和35年）4月1日 - 久々利郵便局から電話交換事務の取扱を移管。
- 1970年（昭和45年）3月20日 - 電話交換および和文電報配達業務を、可児電報電話局に移管。
- 1974年（昭和49年）2月 - 局舎新築落成。
- 1999年（平成11年） - 外国通貨の両替および旅行小切手の売買に関する業務取扱を開始。
- 2007年（平成19年）10月1日 - 民営化に伴い、併設された郵便事業可児支店に一部業務を移管。
- 2010年（平成22年）3月1日 - 郵便事業可児支店が統括する潮南（しおなみ）集配センター（〒505-0599）を廃止。取扱事務は八百津集配センターが承継。
- 2012年（平成24年）10月1日 - 日本郵便株式会社発足に伴い、郵便事業可児支店を可児郵便局に統合。

## 取扱内容
- 郵便、印紙、ゆうパック、内容証明
- 貯金、為替、振替、振込、国際送金、外貨両替・トラベラーズチェック、国債、投資信託
- 生命保険、バイク自賠責保険、自動車保険、変額年金保険
- ゆうちょ銀行ATM
- 「509-02xx」区域（可児市（兼山（かねやま＝旧可児郡兼山町域一円）を除く））の集配業務[3]
- ゆうゆう窓口

## 風景印
図柄は東海自然歩道と日本ライン下り、志野焼茶碗。局名表記は「可児」。
使用開始日は1980年（昭和55年）11月1日。

## 周辺
- 可児市役所
- 熊野古墳
- 可児市立中部中学校
- 可児市立広見小学校
- 岐阜県立可児工業高等学校
- 可児川

## アクセス
- JR太多線 可児駅、名鉄広見線 新可児駅から南東へ約1km（徒歩で約11分）。
- 東濃鉄道バス「広見町」停留所、可児市コミュニティバス（さつきバス）「広見」停留所下車。
- 東海環状自動車道 可児御嵩ICから南西へ約3.5km。
- 駐車場あり：16台